# ZX81
Sinclair  ZX81 är en hemdator, en utveckling av ZX80, som lanserades 1981. Försäljningsmässigt blev ZX81 en succé och i februari 1981 tillverkade Sinclair 40 000 exemplar i månaden men kunde ändå inte fylla efterfrågan (15 000 exemplar/månad gick på export till USA). Priset i Sverige låg runt 1 100 kronor men ZX81 såldes även som byggsats för omkring 900 kronor. 
ZX81 hade, till skillnad från sin föregångare ZX80, en kontinuerlig tv-bild och kunde därför visa animerade spel och liknande. Hårdvaran var dock i det närmaste identisk med ZX80, vad gäller såväl Z80-processorn som övrig elektronik. Den kontinuerliga bilden möjliggjordes genom ett enkelt tillägg till hårdvaran (en periodisk "nmi-generator") kombinerad med än mer kreativa avbrottsrutiner för videogenereringen än i ZX80. Om datorn hänger/låser sig så försvinner också tv-bilden, en effekt av att den huvudsakligen är CPU-genererad. 
Priset för den kontinuerliga bilden var dock att programmen nu gick med endast 1/4 av hastigheten; det fanns därför två BASIC-kommandon för att slå av och på detta läge, FAST och SLOW, där det förra innebar att datorn betedde sig som sin föregångare, vilket kunde vara användbart för till exempel långa beräkningar. Den andra väsentliga skillnaden mot ZX80 var att ROM:et utökats från 4096 bytes till 8192 bytes. Det räckte till en flyttals-baserad BASIC med ganska avancerade funktioner istället för den enkla heltalsbaserade BASIC-varianten i ZX80. Den nya BASIC-tolken var betydligt långsammare än den gamla (även i FAST-läge), utskrift av tal var till exempel extremt långsam. Detta var något som bara delvis kunde hänföras till de mer avancerade funktionerna och flyttalshanteringen; interpretator-systemet var helt enkelt inte optimerat för hastighet utan istället för att rymma många avancerade funktioner på de 8192 bytes som stod till förfogande. De flesta spel för ZX81 måste därför skrivas i maskinkod.
BASIC:ens inmatningsmetod liknade den man kunde återfinna hos många programmerbara kalkylatorer, där inte bara tecken utan fulla kommandon och funktioner är knutna till enskilda tangenttryck (i kombination med inre tillstånd och skifttangenter). 
Det inbyggda arbetsminnet var endast 1024 bytes stort (2048 bytes i vissa modeller) vilket naturligtvis inte medgav några större program eller datamängder (även systemvariabler och skärm delade samma minne). Användare kunde dock ansluta extra minnesmoduler, som kunde pluggas i expansionsporten på baksidan. Sinclairs egna minnesmoduler var på 4 respektive 16 kB. Det fanns även större minnen från andra företag som dock krävde ett inledande kommando för att deklarera hur mycket minne som fanns tillgängligt. Sinclair tillverkade en printer för sina ZX-datorer som skrev ut på termopapper (som ett kassakvitto) men många småföretag, hobbyister och ingenjörer byggde även egna gränssnitt för såväl kringutrustning som speciella applikationer, exempelvis inom styr och regler-området.
Normala teckenupplösningen var 32x24 med varje tecken som en 8x8 sub-matris i skärmens 256x192-matris. De vanliga plot och unplot-kommandona medgav endast 64x48 pixlar eftersom de var baserade på automatisk placering av 16 olika svartvita grafiktecken bestående av 2x2-block av 4x4 fysiska skärmpunkter. Den skicklige programmeraren kunde (dock via mycket intrikata knep) skapa sin egen videorutin för att visa högupplöst grafik på 256x192 pixlar, precis som ZX Spectrum, men i svartvitt. Som skärm kunde man använda en TV, eftersom bildsignalen modulerades till UHF-bandet.
ZX81 lagrade program på band via en vanlig ljudbandspelare i 300 baud. Vid lagring av ett program kommer först en fast pilot-ton för att bandspelarens automatiska volymkontroll skall hinna stabilisera sig. Vid inläsning kan denna ton även användas för att justera bandspelarens volym ut tills karakteristiska horisontala ränder syns på tv:n; under själva inläsningen blir mönstret sen oregelbundet. Att spara ett program på kassettbandet gjordes på motsvarande sätt genom att använda inspelningsfunktionen på bandspelaren. Det gick naturligtvis inte att ha mer än ett program lagrat i datorn åt gången.
1982 lanserades Sinclair ZX Spectrum som efterföljare till ZX81.

## Fotnoteringar
1. ↑  Ett 20-tal TTL-kretsar hade visserligen ersatts av en grindmatris men den logiska funktionen var i det närmaste identisk.
2. ↑  De flesta exemplar använde ej Zilogs original, utan den billigare µPD780 från NEC Corporation, som var helt kompatibel.
3. ↑  Den likaledes Z80-baserade ABC 80 kunde till exempel vara upp till 15 gånger så snabb som ZX81 i FAST, alltså 60 gånger så snabb som ZX81 i SLOW; detta trots att Z80-processorn i ABC 80 använde något lägre frekvens (3 MHz).